# بيرسي نيفيل بارنت
بيرسي نيفيل بارنت (بالإنجليزية: Percy Neville Barnett)‏ هو كاتب أسترالي، ولد في 13 سبتمبر 1881 في كرايستشرش في نيوزيلندا، وتوفي في 5 يونيو 1953.